# Rőt gyapjaslepke
A rőt gyapjaslepke (Ocneria rubea) a kvadrifid bagolylepkefélék családjába tartozó, Dél-Európában és Északnyugat-Afrikában honos lepkefaj. 

## Megjelenése
A rőt gyapjaslepke szárnyfesztávolsága a hím esetében 3-4 cm, a nőstényé 3,2-4,8 cm. Feje és tora sötétebb, potroha világosabb vörösesbarna, de lehet sárgás is. Az elülső szárny halvány vörösbarna, vagy rózsaszínes árnyalatú sárga; töve és az elülső szegélye kissé sötétebb. Középen halvány, a szegélynél szaggatott harántsáv húzódik keresztül. Középen fehér, hold alakú folt látható. A hátulsó szárny alapszíne hasonló, halványszürke szegélysávval és az erek között valamennyi szürke behintéssel. A szárnyak fonákja sárgásrózsaszínes. A rojt szürkésrózsaszínű.
A nőstények szárnyai nyújtottabbak. Testük és szárnyaik sárgásabbak, a rajzolat alig látszik. A hátulsó szárnyakon az erek közti szürke behintés legtöbbször hiányzik.
Az alapszín változékony. 
Petéi korong alakúak, benyomottak, színük halványzöld.    
Hernyója sárgásszürke, szelvényenként 4-4 narancssárga szemölccsel. Bábja vörösbarna, sűrűn fedik a szőrök.

### Hasonló fajok
Magyarországon nem él másik, hozzá hasonló faj.

## Elterjedése
Dél-Európában (az Ibériai-félszigettől a Balkánig) és Északnyugat-Afrikában honos. Északon Csehországig hatol. Magyarországon a Dunántúlon és az Északi-középhegységben fordul elő szórványosan és ritkán.     

## Életmódja
Hegy- és dombvidéki meleg tölgyesek (a mediterrán vidékeken bozótosok, macchia is) lakója. 
Az éghajlattól függően évente egy vagy két nemzedéke nő fel. Északon június vége-július vége között, délebbre június-júliusban és augusztus-szeptemberben repülnek imágói. Hernyói elsősorban a molyhos tölgy, ritkábban más tölgyfajok, fűz, napvirág, szeder, hanga, pisztácia leveleivel táplálkoznak. Hernyóként telel át az avarban.  
Magyarországon védett, természetvédelmi értéke 10 000 Ft.

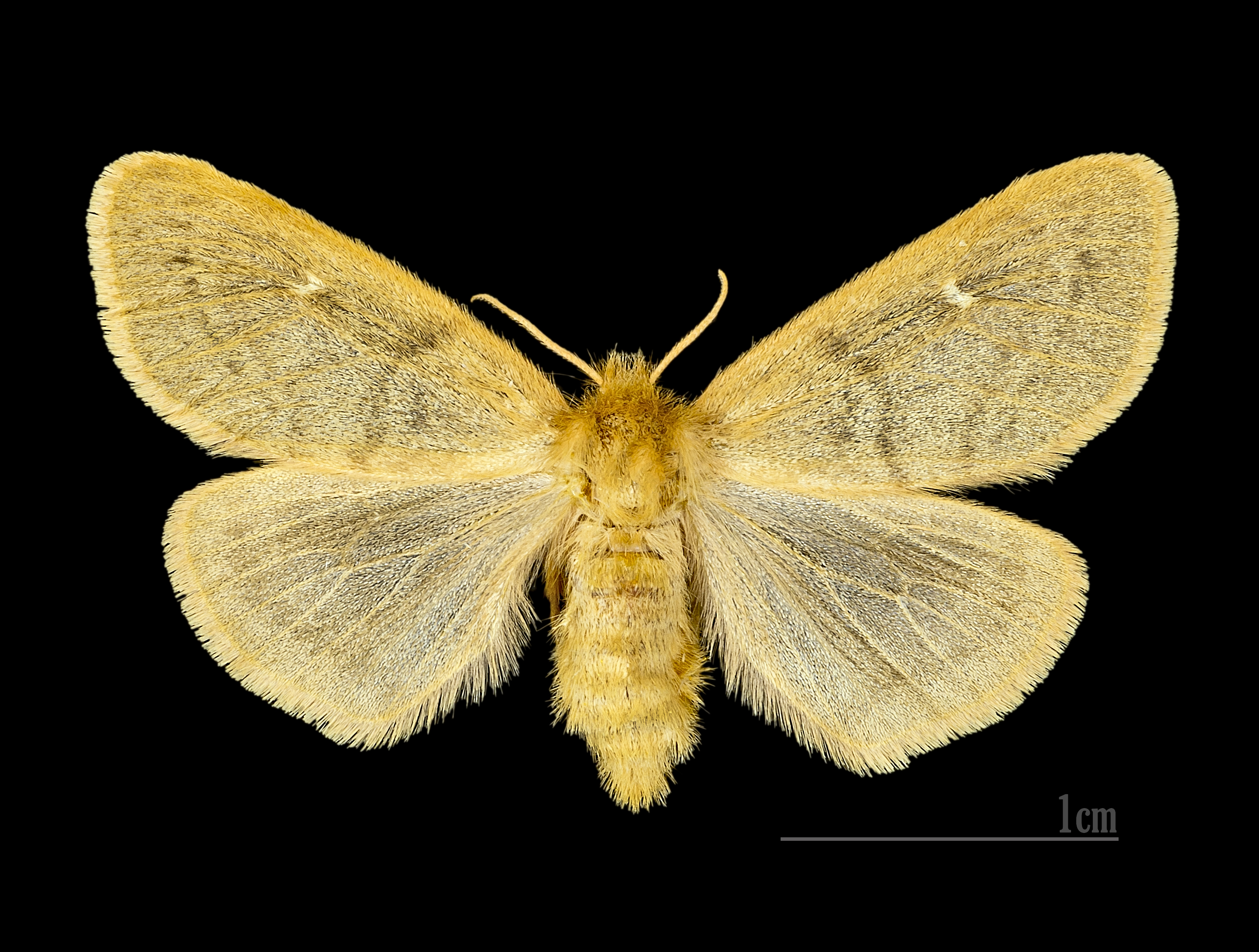
Nőstény felülről...
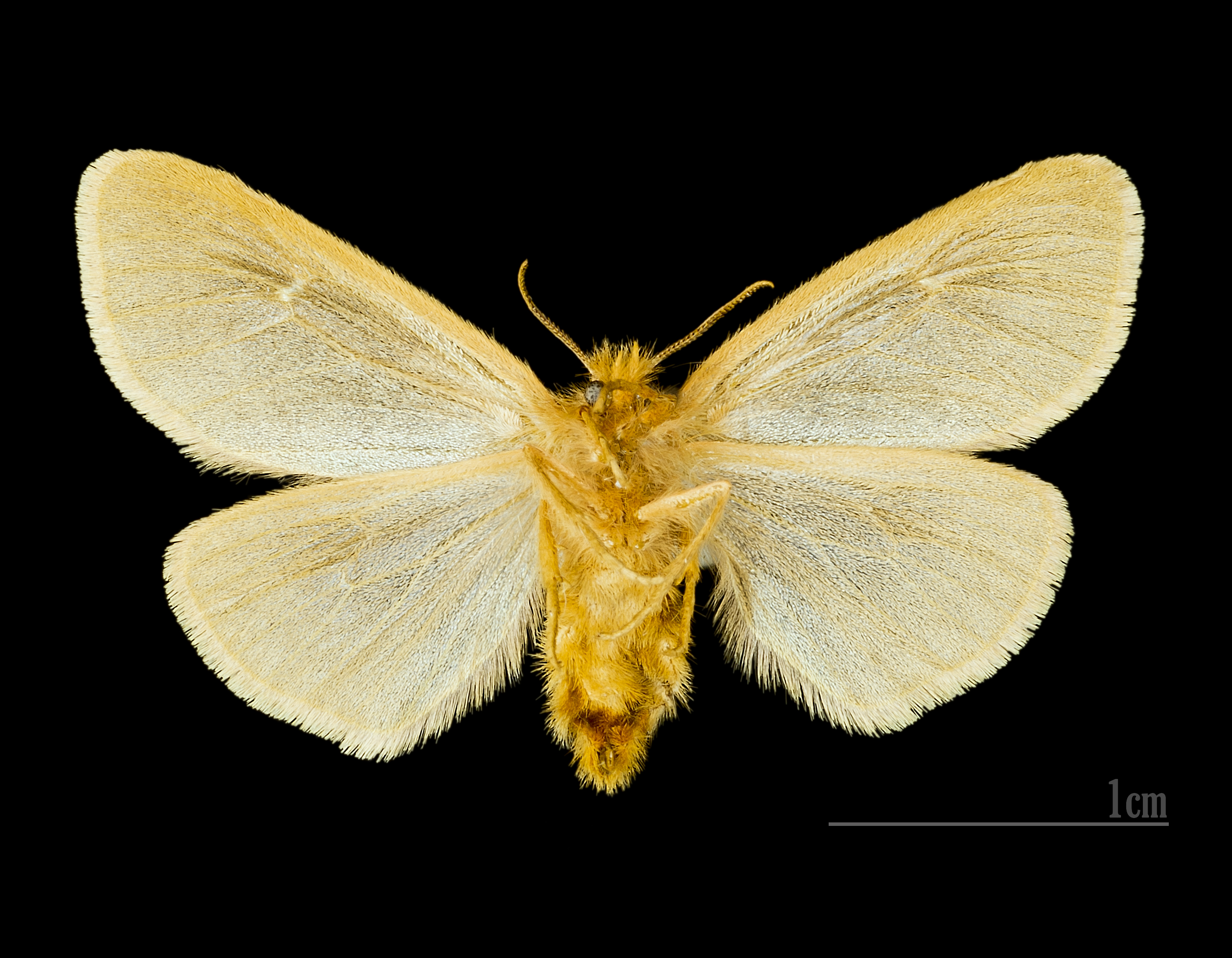
és alulról
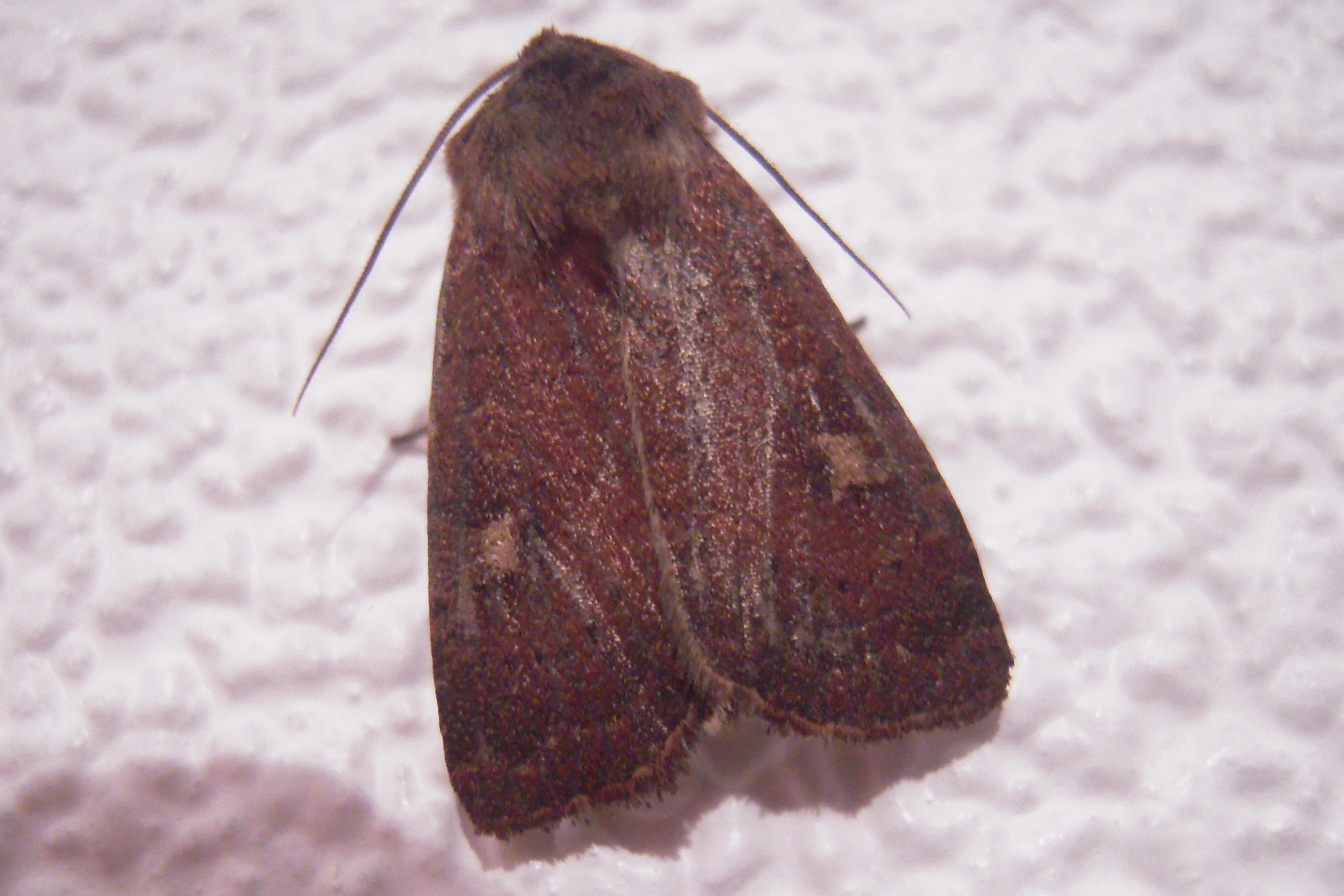
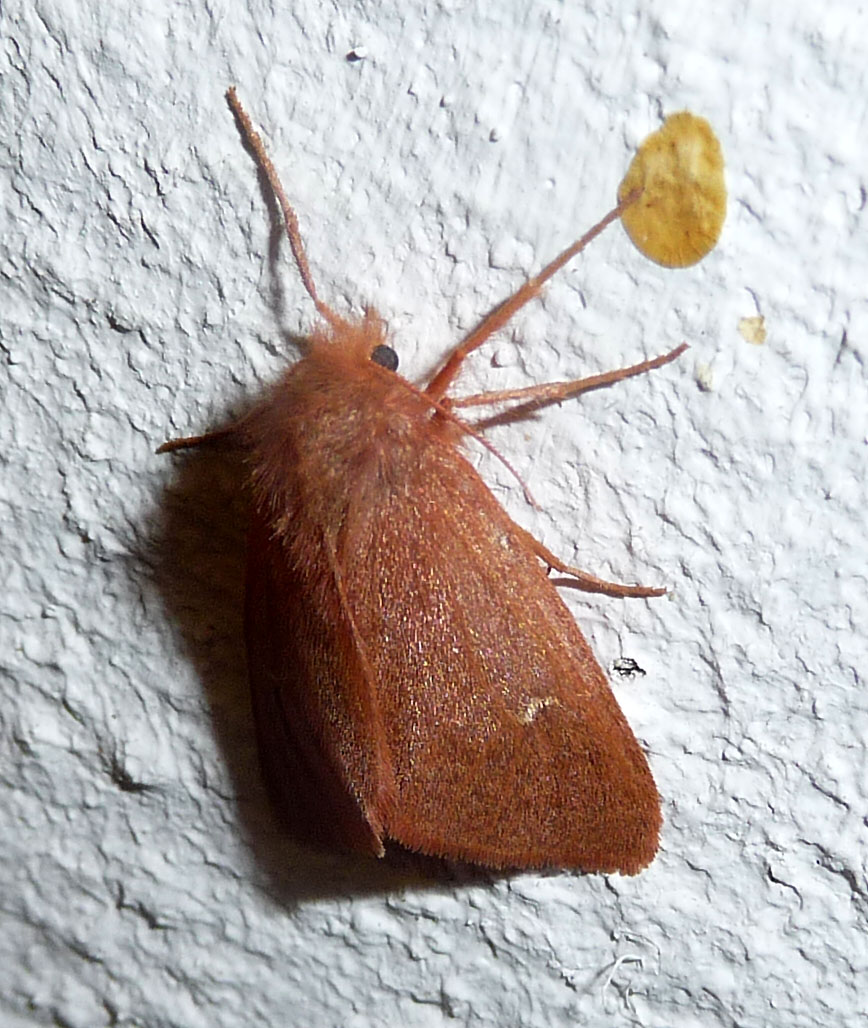
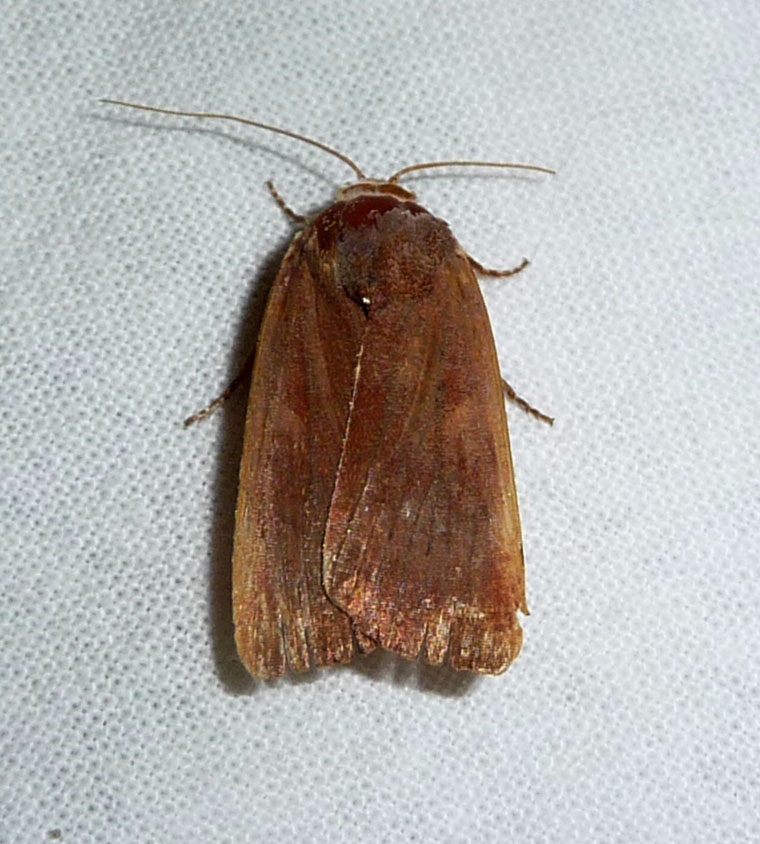